# 斜里新聞
斜里新聞（しゃりしんぶん）は、斜里新聞社が北海道斜里郡の斜里町、小清水町、清里町で発行していた地方新聞。

## 歴史
1979年3月創刊。月3回（5、15、25日）発刊。タブロイド4ページ建て、1ヵ月700円で約1500部を発行していた。2007年に同社社主・村田均が斜里町の町長選に立候補し当選。このため「権力を監視すべき新聞社と町長は兼任できない」とする社告を2007年12月5日号に掲載。2008年1月1日付けの1009号を最後に休刊した。
なお、村田は2015年4月に行われた町長選に落選（村田ひとし公式ツイッター(2015年4月26日)）し町長職を退任した。

## 本社・支社
- 本社 - 北海道斜里郡斜里町文光町53-18